# Sarcophaga australis
Sarcophaga australis är en tvåvingeart som först beskrevs av Johnston och Tiegs 1921.  Sarcophaga australis ingår i släktet Sarcophaga och familjen köttflugor. Inga underarter finns listade i Catalogue of Life.